# ナイチンゲール (ジョージ・アダムスのアルバム)
『ナイチンゲール』（Nightingale）は、アメリカ合衆国のジャズ・サクソフォーン奏者、ジョージ・アダムスが1988年に録音・発表したスタジオ・アルバム。ブルーノート・レコードの傍系レーベル「サムシンエルス」により制作・発表された。

## 解説
1988年3月、長年アダムスと共演してきたダニー・リッチモンドおよびギル・エヴァンスが相次いで死去したことから、本作はアダムスの意向により「スピリチュアルなアルバム」という方向性となった。選曲はアダムスとヒュー・ロウソン（過去にアダムスと共にチャールズ・ミンガスのグループで活動していた）により行われた。
スコット・ヤナウはオールミュージックにおいて5点満点中2点を付け「バラードや霊歌を集めた作品」「アダムスはメロディに情感をたっぷり込めているが、一部の曲（特に"Bridge Over Troubled Water"、"What a Wonderful World"、"Moon River"）では、うまくいっていない」と評している。一方、『CDジャーナル』のミニ・レビューでは「ポップ・ナンバーを集めた異色な内容。だが、全く彼独自の色合いで演奏しながら、素材の質感を輝かせるという、理想的なジャズ・ミュージックが実現」と評されている。

## 収録曲
1. 明日に架ける橋 - "Bridge Over Troubled Waters" (Paul Simon) - 7:20
2. この素晴しき世界 - "What a Wonderful World" (George Douglas, George David Weiss) - 5:28
3. クライ・ミー・ア・リヴァー - "Cry Me a River" (Arthur Hamilton) - 4:35
4. バークリー広場のナイチンゲール - "A Nightingale Sang in Berkeley Square" (Manning Sherwin, Eric Maschwitz) - 9:59
5. ムーン・リヴァー - "Moon River" (Henry Mancini, Johnny Mercer) - 5:59
6. プレシャス・ロード・テイク・マイ・ハンド - "Precious Lord, Take My Hand" (Thomas A. Dorsey) - 3:44
7. オール・マン・リヴァー - "Ol' Man River" (Oscar Hammerstein II, Jerome Kern) - 7:42
8. ゴーイング・ホーム（家路） - "Going Home" (Antonín Dvořák) - 5:04

## 参加ミュージシャン
- ジョージ・アダムス - テナー・サクソフォーン、ソプラノ・サクソフォーン、フルート
- ヒュー・ロウソン - ピアノ
- シローン - ベース
- ヴィクター・ルイス - ドラムス